# 渡辺英夫
渡辺 英夫（わたなべ ひでお、1903年9月1日 - 1998年3月22日）は、囲碁のプロ棋士。
愛知県出身。1918年、稲垣日省七段に師事。
1936年入段、1939年二段、1944年四段、1963年五段、1966年六段。1977年引退、七段。死去後、追贈八段。
1957年、第2期中央会館早碁トーナメント2位。大手合2等2回、4等1回。
1984年、第16回大倉賞受賞。門下に準棋士田中蒔子。
囲碁古文書の権威だった。安藤如意が明治43年に刊行した『坐隠談叢』に追記して刊行している。

## 著書

### 単著
- 囲碁史談 星輝庵碁録 渡辺英夫、星輝庵囲碁普及会、1980
- 中国古棋譜散歩 渡辺英夫 著 新樹社 1983

### 編著
- 御城碁譜 （全十巻）瀬越憲作、八幡恭助、渡邊英夫編 御城碁整理配布委員会 1950-51年
- 坐隠談叢 : 囲碁全史 安藤如意 原著,渡辺英夫 改補 新樹社 1955
- 坐隠談叢 : 囲碁全史 安藤如意 原著 新樹社 1973
- 御城碁譜 （全十巻）瀬越憲作、八幡恭助、渡邊英夫編 誠文堂新光社 1978年